# Elecciones provinciales de la Ciudad de México de 1813
Las elecciones provinciales de la Ciudad de México de 1813 tuvieron lugar los días 4, 5 y 7 de julio de 1813. fue una elección directa para elegir 31 compromisarios que serían quienes elegirían posteriormente al número de electores que cada Junta debería nombrar para elegir posteriormente a los diputados a las Cortes de Cádiz. 
- Juntas Electorales Preparatorias de la Ciudad de México. Constituido por 31 Compromisarios, electos para elegir a los electores que posteriormente elegirán a los diputados a las Cortes de Cádiz.

Se fijaron distintas fechas cada la elección de cada parroquia con el propósito no explícito de controlar mejor todo el proceso y evitar en lo posible dar ocasión a acciones tumultuarias, de esta forma el bando precisaba que, el domingo 4 de julio se celebraría la junta electoral de la parroquia del Sagrario, la que estaría dividida en 18 sesiones.
El lunes 5 se efectuarían las de las parroquias de San Miguel, Santa Veracruz, San José y Santa Catarina Mártir, divididas en 4 sesiones cada una a excepción de la última, que debía contar con 6.
El miércoles 7 de julio se celebrarían las de las demás parroquias: Soledad de Santa Cruz, San Sebastián y San Pablo, divididas en 3 sesiones; Santa Ana, Salto del Agua y Santo Tomás la Palma, con 2 sesiones cada una, y Santa María, Santa Cruz Acatlán y San Antonio de las Huertas, las que sólo contarían con una sesión por parroquia.